# Bhángmetro
Bhangmetro es un radiómetro sin imágenes, instalado en los satélites de reconocimiento y navegación para detectar detonaciones nucleares atmosféricas y determinar el rendimiento del arma nuclear

## Historia
El bhangmetro fue inventado, y el primer dispositivo de prueba de concepto fue construido, en 1948 para medir las detonaciones de prueba nuclear de la Operación Arenisca. El prototipo y los instrumentos de la producción fueron construidos más adelante por EG & G, y el nombre "bhangmetro" fue acuñado en 1950. Los Bhangmetros se convirtieron en instrumentos estándar utilizados para observar las pruebas nucleares de los Estados Unidos. Se desarrolló un bhangmetro Mod II para observar las detonaciones de la Operación Buster-Jangle (1951) y la Operación Tumbler-Snapper (1952). Estas pruebas sentar las bases para un gran despliegue de bhangmeters de América del Norte a nivel nacional con el sistema de alarma de la bomba (1961-1967).
El presidente estadounidense John F. Kennedy y el primer secretario del Partido Comunista de la Unión Soviética Nikita Khrushchev firmaron el Tratado de Prohibición Parcial de Pruebas el 5 de agosto de 1963, con la condición de que cada parte pudiera utilizar sus propios medios técnicos para vigilar el Prohibición de ensayos nucleares en la atmósfera o en el espacio ultraterrestre.
El primer bhangmetro fue instalado, en 1961, a bordo de un avión modificado KC-135A de los EE. UU. que supervisaba la prueba soviética pre-anunciada del Tsar Bomba.
Los satélites Vela fueron los primeros dispositivos de observación espaciales desarrollados conjuntamente por la Fuerza Aérea de los Estados Unidos y la Comisión de Energía Atómica. La primera generación de satélites Vela no estaba equipada con bhangmetros pero con sensores de rayos X para detectar el pulso único intenso de los rayos X producidos por una explosión nuclear. Los primeros satélites que incorporaron bhangmetros fueron los satélites avanzados de Vela.
Desde 1980 los bhangmetros son parte de los satélites de la navegación GPS de los EE. UU.

## Descripción
Los sensores de fotodiodo de silicio están diseñados para detectar el distintivo doble pulso brilante, de luz visible que se emite desde las explosiones atmosféricas de armas nucleares. Esta firma se compone de un destello corto e intenso, que dura alrededor de 1 milisegundo, seguido de un segundo de emisión de luz mucho más prolongada y menos intensa, tomando de una fracción de un segundo a varios segundos en acumularse. Esta firma, con un máximo de intensidad doble, es característico de las explosiones nucleares atmosféricas y es el resultado de la atmósfera de la Tierra volviéndose opaca a la luz visible y luego transparente de nuevo a medida que la onda de choque de la explosión viaja a través de la atmósfera.
El efecto se produce porque la superficie de la bola de fuego inicial es rápidamente superada por la onda de choque atmosférica en expansión, compuesta de gas ionizado. A pesar de que la misma emite una cantidad considerable de luz, es opaco y evita que la bola de fuego mucho más brillante, brille a través de esta. El resultado neto registrado es una disminución de la luz visible desde el espacio exterior a medida que la onda de choque se expande, produciendo el primer pico registrado por el bhangmetro.
Mientras se expande, la onda de choque se enfría y se vuelve menos opaca a la luz visible producida por la bola de fuego interior. El bhangmetro comienza finalmente a registrar un aumento en la intensidad de la luz visible. La expansión de la bola de fuego conduce a un aumento de su área de superficie y por consiguiente un aumento de la cantidad de luz visible radiada hacia el espacio. La bola de fuego continua enfriándose y la cantidad de luz comienza a disminuir con el tiempo, causando un segundo pico observado por el bhangmetro. El tiempo entre los picos primero y segundo se puede utilizar para determinar su rendimiento nuclear.

## Origen del nombre
El nombre del detector es un juguetón juego de palabras, que fue otorgado a este por Fred Reines, uno de los científicos que trabajan en el proyecto. El nombre se deriva de la palabra india "bhang", una variedad cultivada localmente de  cannabis, que se fuma o se bebe para inducir efectos embriagantes, la broma es que uno tendría que estar drogado para creer que los detectores bhangmetros funcionarían correctamente. Esto es en contraste con un "bangmetro" que uno podría asociar con la detección de explosiones nucleares.

## Para leer más (en inglés)
- Tsipis, Kosta; Hafemeister, David W.; Janeway, Penny (1986). Arms control verification: the technologies that make it possible. Washington: Pergamon-Brassey's International Defense Publishers. ISBN 9780080331720.
- Priedhorsky, William C. (2003). «Eyes in Space  Sensors for treaty verification  and basic research». Los Alamos Science 28. Consultado el 17 de junio de 2012.
- Higbie, Paul R.; Blocker, Norman K. (1993). The nuclear  detonation  detection  system  on the GPS satellites. Los Alamos National Laboratory. Consultado el 17 de junio de 2012.
- Barasch, Guy E. (noviembre de 1979). Light Flash Produced by an Atmospheric Nuclear Explosion. LASL-79-84. Los Alamos National Laboratory.
- US Army (1952). Operation  Ivy Final  Report Joint  Task  Force 132. Archivado desde el original el 11 de marzo de 2014. Consultado el 18 de marzo de 2013.